# 范大維
范大維（1961年12月11日—），中華民國空軍中將（退役），畢業於空軍官校正73年班，現任退輔會欣欣客運公司董事長、退輔會大南汽車公司董事，曾任空軍副司令、首任空軍防空暨飛彈指揮部指揮官、空軍參謀長、空軍副督察長、空軍455聯隊長、空軍443副聯隊長。2021年9月1日退伍。

## 經歷
曾任空軍防空暨飛彈指揮部中將指揮官、空軍司令部中將參謀長、空軍司令部少將副參謀長、空軍司令部少將副督察長、嘉義空軍基地455聯隊少將聯隊長，臺南空軍基地443聯隊少將副聯隊長，畢業於空軍官校73年班。

## 荣誉

### 中华民国勋章奖章
- 干城甲种二等奖章（2019年9月2日于台南长安营区颁授[5]）